# Caporiaccosa
Caporiaccosa is een geslacht van spinnen uit de familie wolfspinnen (Lycosidae).

## Soorten
De volgende soorten zijn bij het geslacht ingedeeld:
- Caporiaccosa arctosaeformis (Caporiacco, 1940)